# Stomosis flava
Stomosis flava is een vliegensoort uit de familie van de Milichiidae. De wetenschappelijke naam van de soort is voor het eerst geldig gepubliceerd in 1958 door Sabrosky.